# Kalvola
Kalvola è stato un comune finlandese di 3 435 abitanti, situato nella regione del Kanta-Häme. Il comune è stato soppresso nel 2009 ed è compreso nel comune di Hämeenlinna.